# Albert Fert
Albert Fert (født 7. marts 1938) er en fransk fysiker, som sammen med Peter Grünberg modtog Nobelprisen i fysik i 2007. De fik prisen for udviklingen af en teknologi, der har ført til størrelsen af harddiske i computere.
Han afsluttede sin eksamen i 1962. Han fik kandidatgrad i 1963 ved universitetet i Paris, og fik sin doktorgrad i 1970. I 1988  opdagede han den kvantemekaniske gigantmagnetresistanseffekt.